# Badande kvinnor
Badande kvinnor (franska: Baigneuses) är en oljemålning av den franske konstnären Paul Cézanne från omkring 1900. Målningen är utställd på Ny Carlsberg Glyptotek i Köpenhamn.
Cézanne målade badande människor under många år; de första tillkom redan på 1870-talet. Ibland avbildade han enskilda individer och ibland grupper av individer. Han målade även manliga badande. Cézannes tre mest monumentala versioner av detta motiv benämns De stora baderskorna och var ännu oavslutade när konstnären avled 1906.

## Galleri

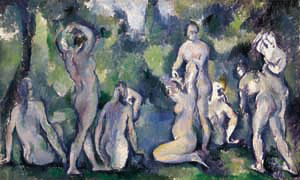
Badande kvinnor av Paul Cézanne från 1894–1896 på Ordrupgaard i Danmark (47 x 77 cm).
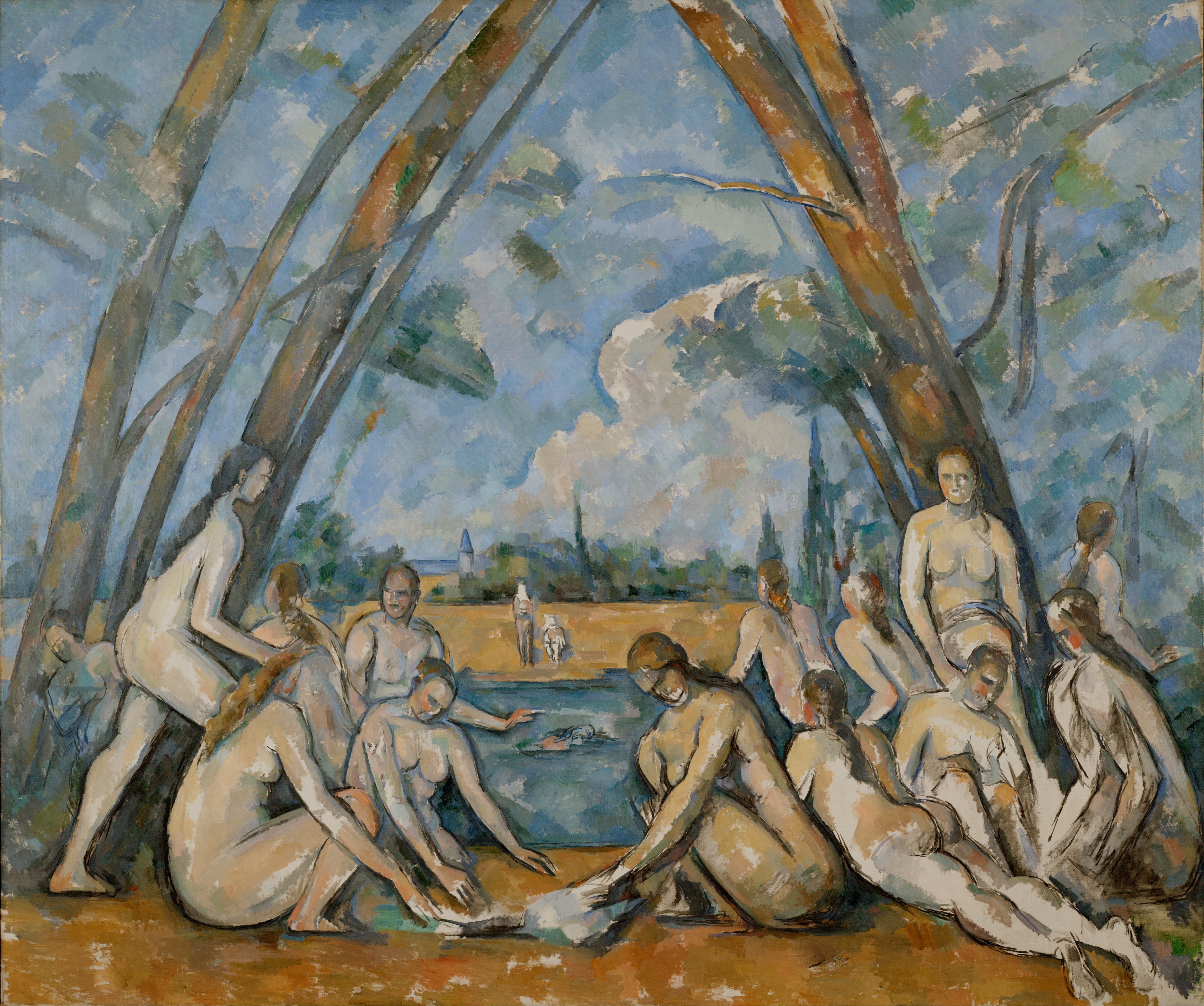
De stora baderskorna av Paul Cézanne från 1900–1906 på Philadelphia Museum of Art (210,5 × 250,8 cm).
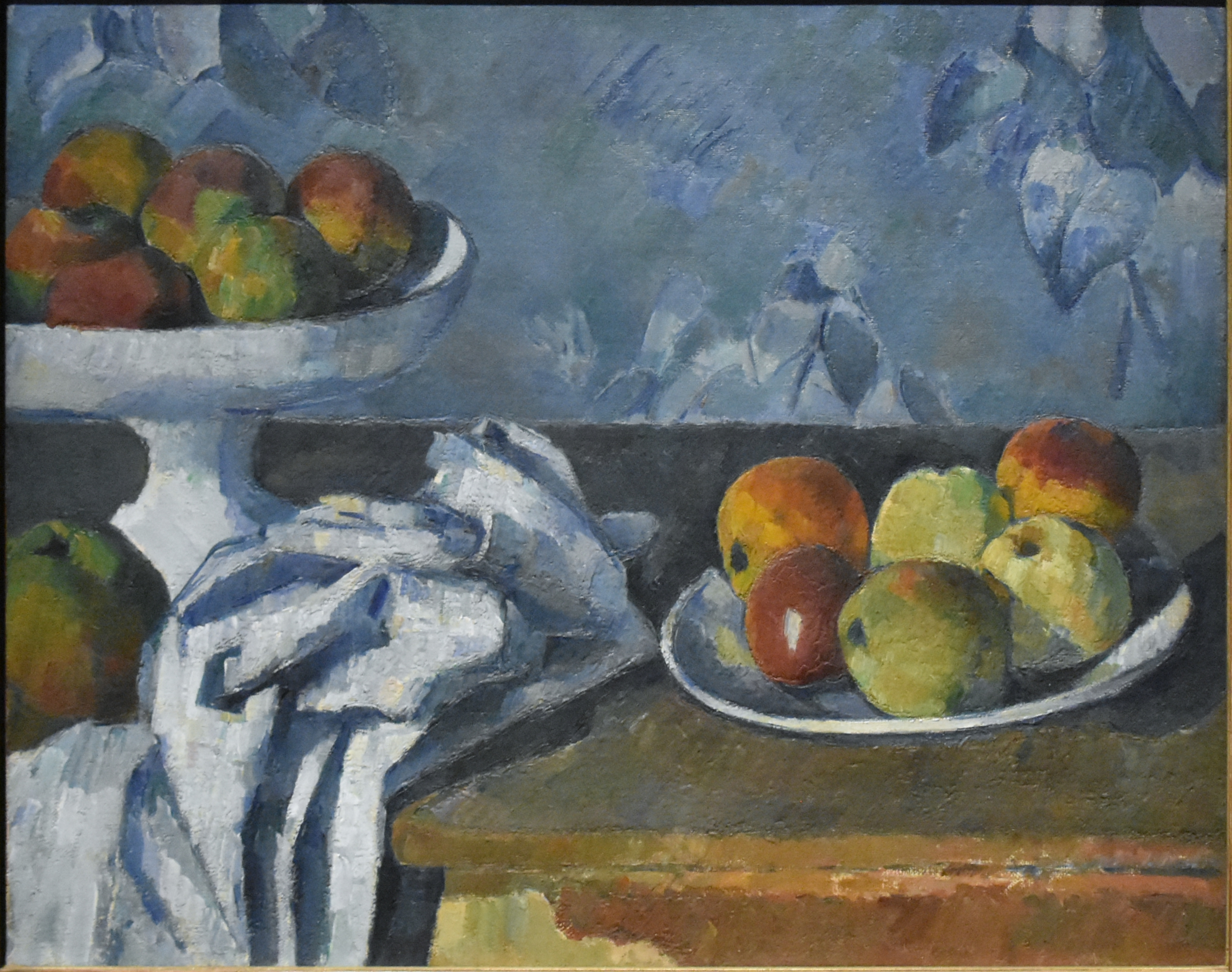
Stilleben av Paul Cézanne från 1879–1882, också utställt på Ny Carlsberg Glyptotek.